# 서울은빛초등학교
서울은빛초등학교(서울은빛初等學校)는 대한민국 서울특별시 은평구에 있는 공립 초등학교이다.

## 학교 연혁
- 2009년 11월 16일: 서울은빛초등학교 설립인가
- 2011년 3월 1일: 서울은빛초등학교 신설/개교
- 2012년 2월 14일 제1회 졸업식

## 참고 자료
- 서울은빛초등학교 - 한국교육학술정보원 학교알리미